# ソウル・ムーヴァー
『ソウル・ムーヴァー』（Soul Mover）は、イギリスのハードロック・ボーカリスト/ベーシスト、グレン・ヒューズが2005年に発表したスタジオ・アルバム。

## 背景
前ソロ・アルバム『ソングス・イン・ザ・キー・オブ・ロック』（2003年）収録曲「ゲット・ユー・ストーンド」にゲスト参加したチャド・スミス（レッド・ホット・チリ・ペッパーズ）が、本作では全面参加を果たした。また、かつてスミスと共にレッド・ホット・チリ・ペッパーズで活動したデイヴ・ナヴァロもゲスト参加した。
レコーディングのうちベーシック・トラックに関しては、ライブ録音で行われた。ヒューズ自身は本作に関して「様々な意味で、私のレコードの中でも特に焦点が定まっている」「彼（チャド・スミス）は『外野の意見なんて気にせず、あなたの好きなレコードを作るべきだ』と言ってくれた」とコメントしている。
本作の初回盤CDは、タイトル曲のミュージック・ビデオを含むエンハンストCD仕様でリリースされた。

## 反響・評価
スウェーデンでは『フロム・ナウ・オン』（1994年）以来11年ぶりのアルバム・チャート入りを果たし、2005年2月3日付のチャートで最高48位を記録して、合計3週トップ60入りした。
Eduardo Rivadaviaはオールミュージックにおいて5点満点中4点を付け「ソングライティングに関しても、全編を通じて面白味があり強力だが、それ以上に、スターを寄せ集めたソロ・レコードではなく、バンドらしい雰囲気に満ちている」と評している。また、『CDジャーナル』のミニ・レビューでは「彼独自のソウルフルなグルーヴ感とともにモダン・ヘヴィ的なテイストを持たせた、時代性のバランス感覚に長けた一作」と評されている。

## 収録曲
特記なき楽曲はグレン・ヒューズとJJ・マーシュの共作。「キャメル・トゥ・スタンプ」は日本盤CD限定の曲で、ヨーロッパ盤およびアメリカ盤には、この曲の代わりに「Isolation」が収録された。
1. ソウル・ムーヴァー - "Soul Mover" (Glenn Hughes) - 4:25
2. シー・ムーヴス・ゴーストリー - "She Moves Ghostly" - 5:11
3. ハイ・ロード - "High Road" (G. Hughes) - 4:58
4. オライオン - "Orion" - 4:15
5. チェンジ・ユアセルフ - "Change Yourself" (G. Hughes) - 4:27
6. レット・イット・ゴー - "Let It Go" (G. Hughes) - 6:47
7. ダーク・スター - "Dark Star" - 3:51
8. キャメル・トゥ・スタンプ - "Camel Toe Stomp" (G. Hughes, JJ Marsh, Chad Smith) - 6:18
9. ランド・オブ・ザ・リヴィン（ワンダーランド） - "Land of the Livin' (Wonderland)" - 4:54
10. ミス・リトル・インセイン - "Miss Little Insane" (G. Hughes) - 4:21
11. ラスト・ミステイク - "Last Mistake" - 5:04
12. ドント・レット・ミー・ブリード - "Don't Let Me Bleed" - 7:29

## 参加ミュージシャン
- グレン・ヒューズ - ボーカル、エレクトリックベース
- JJ・マーシュ - ギター
- エド・ロス - キーボード
- チャド・スミス - ドラムス、パーカッション
- デイヴ・ナヴァロ - ギター(on #1, #2)